# Eudendrium cnidoferum
Eudendrium cnidoferum är en nässeldjursart som först beskrevs av Eberhard Stechow 1919.  Eudendrium cnidoferum ingår i släktet Eudendrium och familjen Eudendriidae. Inga underarter finns listade i Catalogue of Life.